# Pyrrhura viridicata
La cotorra de Santa Marta o periquito serrano (Pyrrhura viridicata) es una especie de ave psitaciforme de la familia Psittacidae, endémica de la Sierra Nevada de Santa Marta, Colombia.

## Hábitat
La cotorra de Santa Marta vive en el bosque de niebla, el bosque húmedo, bordes del bosque y potreros arbolados, en elevaciones entre los 1 800 y 3 200 m de altitud. Realiza migraciones altitudinales estacionales que están siendo estudiadas.

## Descripción
Mide 25 cm de longitud. Su plumaje es verde con punto frontal de color rojo, anillo orbital desnudo blanco, abrigos del oído color marrón, banda roja en el vientre, hombro anaranjado; primarias de las alas azules; debajo de la cola color rojo.

## Alimentación
Se alimenta de frutos, por ejemplo de epífitas, así como también de flores y de semillas, como las de Cordiaceae.

## Reproducción
Anida en cavidades de troncos secos de árboles o palmas.